# James M. Holmes

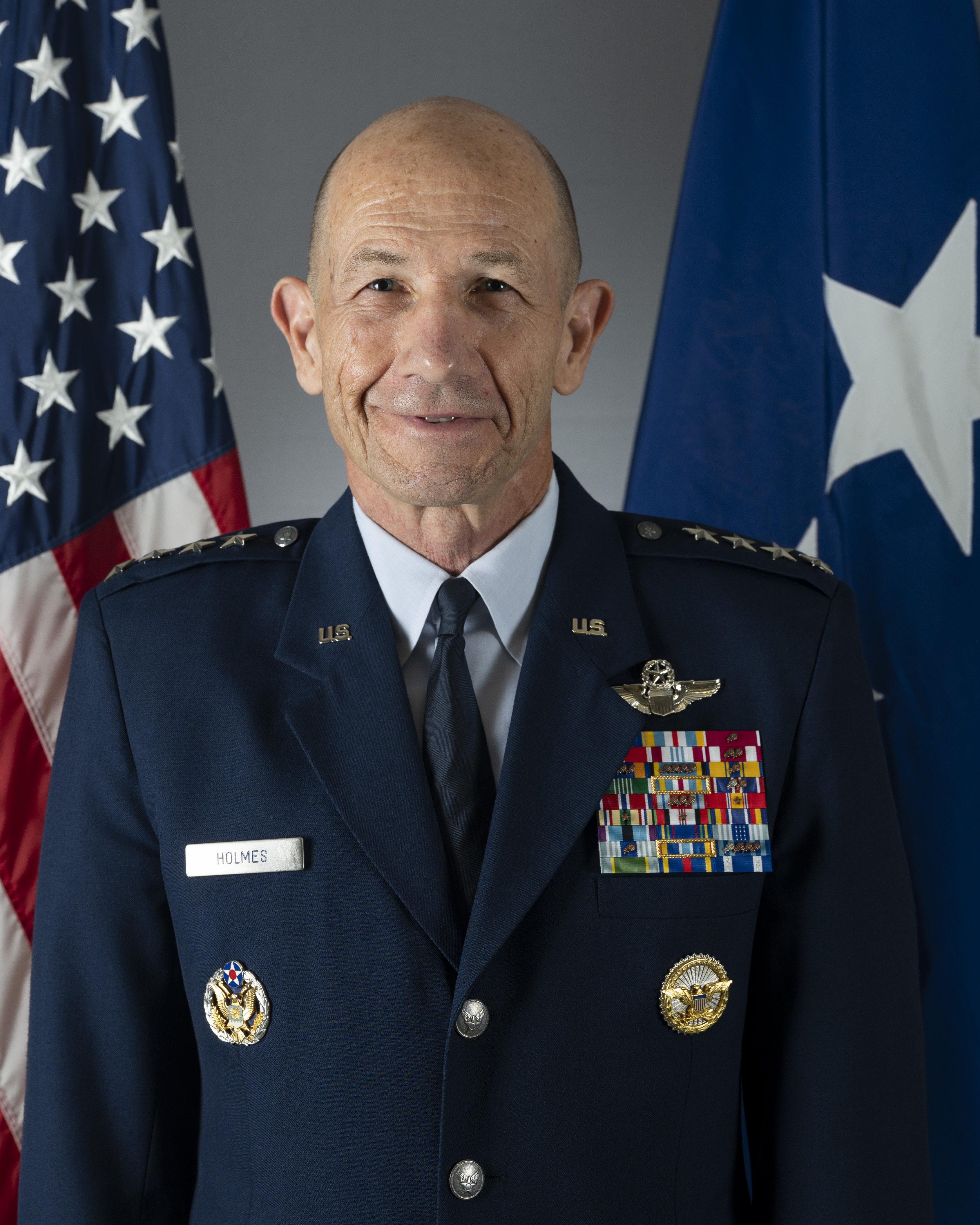
James M. Holmes (2020)

James Michael Holmes (* 12. April 1957) ist ein pensionierter General der United States Air Force. Er war unter anderem Kommandeur des Air Combat Commands.
Holmes studierte zunächst an der University of Tennessee Elektrotechnik (electrical engineering). Anschließend absolvierte er eine Offiziersausbildung bei der United States Air Force. Nach bestandener Prüfung wurde er im Jahr 1981 in das Offizierskorps der Luftwaffe aufgenommen. Dort durchlief er anschließend alle Offiziersränge vom Leutnant bis zum Vier-Sterne-General.
Im Lauf seiner militärischen Karriere absolvierte er verschiedene Kurse und Schulungen. Dazu gehörten unter anderem eine Ausbildung zum Kampfpiloten und weitere Fortbildungskurse als Pilot neuer Flugzeugtypen; die Squadron Officer School auf der Maxwell Air Force Base in Alabama; das Air Command and Staff College, das sich ebenfalls auf der Maxwell AFB befindet; die School of Advanced Airpower Studies bei der Air University; das Armed Forces Staff College in Norfolk in Virginia; das Air War College, das ebenfalls auf der Maxwell AFB angesiedelt ist, und das Naval War College in Newport in Rhode Island. Außerdem erhielt er akademische Grade von der University of Alabama, der University of Tennessee und der Syracuse University.
In seinen frühen Jahren als Offizier der Luftwaffe war er an verschiedenen Stützpunkten in den Vereinigten Staaten stationiert. Dabei war er als Pilot, Flugausbilder oder Stabsoffizier bei unterschiedlichen Einheiten tätig. Dazwischen absolvierte er die erwähnten Schulungen. In den Jahren 1986 bis 1989 war er in Japan auf der Kadena Air Base stationiert.
Zwischen Juli 1994 und Oktober 1996 gehörte Holmes auf der Ramstein Air Base in Deutschland der Operationsabteilung der United States Air Forces in Europe an. Danach wurde er zur Langley Air Force Base (Langley AFB) in Virginia versetzt. Dort war er ab Oktober 1996 bis zum Dezember 1997 Offizier bei der 27th Fighter Squadron. Er verblieb auch danach auf der Langley AFB, wo er bis Mai 1999 Stabsoffizier bei der71st Fighter Squadron war. Anschließend kehrte er zur 27th Fighter Squadron zurück, die er zwischen Mai 1999 und Juli 2000 als Staffelkapitän befehligte.
Nach seinem bis Juli 2001 währenden Studium am Naval War College wurde James Holmes zum Hauptquartier der Luftwaffe nach Washington, D.C. versetzt. Dort leitete er bis zum August 2002 in der Stabsabteilung für Operationen die Unterabteilung für Strategien, Konzepte und Doktrine (Chief, Strategy, Concepts and Doctrine Division). Es folgte eine Versetzung zur Columbus Air Force Base im Bundesstaat Mississippi. Dort übernahm er im August 2002 das Kommando über die 14th Operations Group. Diesen Posten bekleidete er bis zum Juli 2004. Anschließend übernahm er auf der Johnson Air Force Base in North Carolina das Kommando über das 4. Kampfgeschwader (4th Fighter Wing), das er bis zum September 2006 innehatte.
Daran schloss sich eine weitere Versetzung zum Stab des Hauptquartiers der Air Force an, dem er zwischen September 2006 und Juni 2007 angehörte. Dann wurde er zur Joint Base Pearl Harbor-Hickam in Hawaii versetzt, wo er im Hauptquartier der Pacific Air Forces Abteilungsleiter für strategische Planungen und internationale Angelegenheiten war. Diese Aufgabe endete nach sechs Monaten im Dezember 2007. Bis zum März 2008 kehrte Holms dann zum Stab des Luftwaffenhauptquartiers zurück.
Daran schloss sich eine Versetzung zur Bagram Air Base in Afghanistan an. Zwischen März 2008 und April 2009 kommandierte er dort das 455. Expeditionsgeschwader (455th Air Expeditionary Wing). Nach einem kurzen Intermezzo beim Stab des Vice Chief of Staff of the Air Force wurde James Holmes zum Verteidigungsministerium der Vereinigten Staaten versetzt. Dort war er zwischen Juli 2009 und August 2011 mit politisch-militärischen Angelegenheiten im Nahen Osten (Principal Director for Middle East Policy) betraut.
Zwischen August 2011 und Juli 2013 nahm Holmes weitere Aufgaben als Stabsoffizier im Hauptquartier der Air Force wahr. Es folgte eine Versetzung zur Randolph Air Force Base in Texas. Dort war Holmes zwischen August 2013 und Juli 2014 stellvertretender Kommandeur des Air Education and Training Commands. Danach leitete er bis zum März 2017 die Stabsabteilung für Strategien, Planungen und Bedarf (Deputy Chief of Staff for Strategic Plans and Requirements) beim Hauptquartier der Air Force.
Am 10. März 2017 wurde James Holmes auf der Langley AFB als Nachfolger von Herbert J. Carlisle neuer Kommandeur des Air Combat Commands. Dieses Kommando hatte er bis zum 28. August 2020 inne, als Mark D. Kelly seine Nachfolge antrat. Gleichzeitig schied er aus dem aktiven Militärdienst aus.
Während seiner aktiven Zeit als Militärpilot absolvierte Holmes über 4000 Flugstunden auf verschiedenen Flugzeugtypen.

## Daten der Beförderungen
| Abzeichen | Rang               | Jahr            |
| --------- | ------------------ | --------------- |
|           | Second Lieutenant  | 28. August 1981 |
|           | First Lieutenant   | 28. August 1983 |
|           | Captain            | 28. August 1985 |
|           | Major              | 1. Mai 1993     |
|           | Lieutenant Colonel | 1. Januar 1998  |
|           | Colonel            | 1. Juli 2002    |
|           | Brigadier General  | 2. Mai 2008     |
|           | Major General      | 28. Januar 2011 |
|           | Lieutenant General | 2. August 2013  |
|           | General            | 10. März 2017   |

## Orden und Auszeichnungen
James Holmes erhielt im Lauf seiner militärischen Laufbahn unter anderem folgende Auszeichnungen:
- Air Force Distinguished Service Medal
- Defense Superior Service Medal
- Legion of Merit
- Bronze Star Medal
- Defense Meritorious Service Medal
- Meritorious Service Medal
- Air Medal
- Aerial Achievement Medal
- Air Force Commendation Medal
- Army Commendation Medal
- Joint Meritorious Unit Award
- Air Force Outstanding Unit Award
- Air Force Organizational Excellence Award
- Combat Readiness Medal
- National Defense Service Medal
- Southwest Asia Service Medal
- Afghanistan Campaign Medal
- Global War on Terrorism Service Medal
- Humanitarian Service Medal
- Nuclear Deterrence Operations Service Medal
- Air Force Longevity Service Award
- NATO-Medaille

Außerdem erhielt er zahlreiche Ordensbänder (Ribbons).